# کراکولیتسه
کراکولیتسه (به لهستانی:  Krakulice) یک روستا در لهستان است که در گمینا ویتسکو واقع شده‌است.
 کراکولیتسه  ۲۳۰ نفر جمعیت دارد.